# 山姆·羅伯森
山姆·羅伯森（英語：Samuel "Sam" Robertson；1985年10月11日—）是英國蘇格蘭的一位演員和模特。他最著名的作品是在獨立電視台肥皂劇加冕街中飾演Adam Barlow角色。羅伯森出生在鄧迪，曾在曼徹斯特大學就讀喜劇和英語專業，但在18歲時退學以專心出演加冕街。他支持自己的家鄉球隊鄧迪。

## 外部連結
- 山姆·羅伯森在互联网电影资料库（IMDb）上的資料（英文）